# Amdahlov zakon
Amdahlov zakon, znan i kao Amdahlov argument, nazvan je po računalnom arhitektu Geneu Amdahlu i koristi se za određivanje maksimalnog ubrzanja cijelog sustava kada se samo dio sustava poboljša. Često se koristi u paralelnoj obradi za određivanje teorijski maksimalnog ubrzanja korištenjem više procesora.
Zakon opisuje ubrzanje izvođenja zadatka koje se može postići njegovim razlaganjem na manje elemente koji se onda paralelno izvode na računalnom sustavu s paralelnom arhitekturom. Na Amdahlovu zakonu se temelje današnji klaster sustavi visoke dostupnosti.

## Vanjske poveznice
- Oral history interview with Gene M. Amdahl (Charles Babbage Institute, 1989)